# Resolutie 3263 Algemene Vergadering Verenigde Naties
Resolutie 3263 van de Algemene Vergadering van de Verenigde Naties werd op 9 december 1974 zonder tegenstemmen, twee onthoudingen en acht afwezigen aangenomen door de Algemene Vergadering van de Verenigde Naties. De resolutie steunde het initiatief om van het Midden-Oosten een kernwapenvrije zone te maken.

## Achtergrond
Egypte en Iran hadden het idee naar voren gebracht om van het Midden-Oosten een kernwapenvrije zone te maken. Begin september 1974 had de Arabische Liga een resolutie daartoe aangenomen. Daarmee probeerden deze landen in te gaan tegen Israël, dat in de jaren 1960 kernwapens had verworven, en daarmee op dat moment de enige kernmacht in de regio was.
De Organisatie van Afrikaanse Eenheid had in 1964 al hetzelfde doel voorop gesteld voor het Afrikaanse continent, en van Latijns-Amerika was reeds een kernwapenvrije zone gemaakt. In 1968 had de Algemene Vergadering middels resolutie 2373 reeds de hoop geuit dat zoveel mogelijk landen zich achter het non-proliferatieverdrag zouden scharen.
Ondanks de grote steun – ook van de landen in de regio zelf – voor de kernwapenvrije zone in het Midden-Oosten is het nooit zover gekomen. Er bestonden scherpe tegenstellingen tussen de landen in de regio over de voorwaarden en de te zetten stappen. Zo koppelde Israël het aan duurzame vrede met de buurlanden, terwijl de Arabische landen daartegen waren, en dachten dat de zone zou bijdragen aan vreedzame betrekkingen.
Israël breidde zijn arsenaal nog uit, terwijl landen als Irak, Libië, Syrië en ook Iran zelf geheime kernprogramma's opzetten, al leidden deze niet tot inzetbare kernwapens.
In 1990 stelde Egypte voor om er meteen een massavernietigingsvrije zone van te maken, en dus om ook chemische en biologische wapens in de ban te doen.

## Inhoud
Men wilde bijdragen aan de internationale vrede en veiligheid door mee te werken aan structuren om kernwapens te verbieden of de verspreiding ervan in te perken. Het vestigen van een kernwapenvrije zone met de nodige controlesystemen zou bijdragen aan de ultieme doelstelling om de wereld kernwapenvrij te maken.
Men was zich ook bewust van het politieke kruitvat dat het Midden-Oosten was, en beoogde dan ook te voorkomen dat deze landen in een kernwapenwedloop verzeild zouden raken. Men verwelkomde dan ook het idee om van de regio een kernwapenvrije zone te maken. Het was wel noodzakelijk dat alle betrokken landen verklaarden geen kernwapens te zullen maken, testen of kopen. Ook werden deze landen opgeroepen toe te treden tot het non-proliferatieverdrag.
Lijst ·  3203 ·  3204 ·  3205 ·  3206 ·  3207 ·  3208 ·  3209 ·  3210 ·  3211 ·  3212 ·  3213 ·  3214 ·  3215 ·  3216 ·  3217 ·  3218 ·  3219 ·  3220 ·  3221 ·  3222 ·  3223 ·  3224 ·  3225 ·  3226 ·  3227 ·  3228 ·  3229 ·  3230 ·  3231 ·  3232 ·  3233 ·  3234 ·  3235 ·  3236 ·  3237 ·  3238 ·  3239 ·  3240 ·  3241 ·  3242 ·  3243 ·  3244 ·  3245 ·  3246 ·  3247 ·  3248 ·  3249 ·  3250 ·  3251 ·  3252 ·  3253 ·  3254 ·  3255 ·  3256 ·  3257 ·  3258 ·  3259 ·  3260 ·  3261 ·  3262 ·  3263 ·  3264 ·  3265 ·  3266 ·  3267 ·  3268 ·  3269 ·  3270 ·  3271 ·  3272 ·  3273 ·  3274 ·  3275 ·  3276 ·  3277 ·  3278 ·  3279 ·  3280 ·  3281 ·  3282 ·  3283 ·  3284 ·  3285 ·  3286 ·  3287 ·  3288 ·  3289 ·  3290 ·  3291 ·  3292 ·  3293 ·  3294 ·  3295 ·  3296 ·  3297 ·  3298 ·  3299 ·  3300 ·  3301 ·  3302 ·  3303 ·  3304 ·  3305 ·  3306 ·  3307 ·  3308 ·  3309 ·  3310 ·  3311 ·  3312 ·  3313 ·  3314 ·  3315 ·  3316 ·  3317 ·  3318 ·  3319 ·  3320 ·  3321 ·  3322 ·  3323 ·  3324 ·  3325 ·  3326 ·  3327 ·  3328 ·  3329 ·  3330 ·  3331 ·  3332 ·  3333 ·  3334 ·  3335 ·  3336 ·  3337 ·  3338 ·  3339 ·  3340 ·  3341 ·  3342 ·  3343 ·  3344 ·  3345 ·  3346 ·  3347 ·  3348 ·  3349 ·  3350 ·  3351 ·  3352 ·  3353 ·  3354 ·  3355 ·  3356 ·  3357 ·  3358 ·  3359 ·  3360